# Шотландські марки

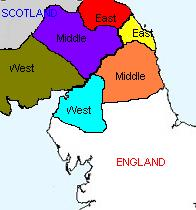
Шотландські марки

Шотландські марки (англ. Scottish Marches) — назва території на англо-шотландському прикордонні в епоху пізнього Середньовіччя та Ранній новий період, яка постійно піддавалася набігам та розоренню.

## Історія

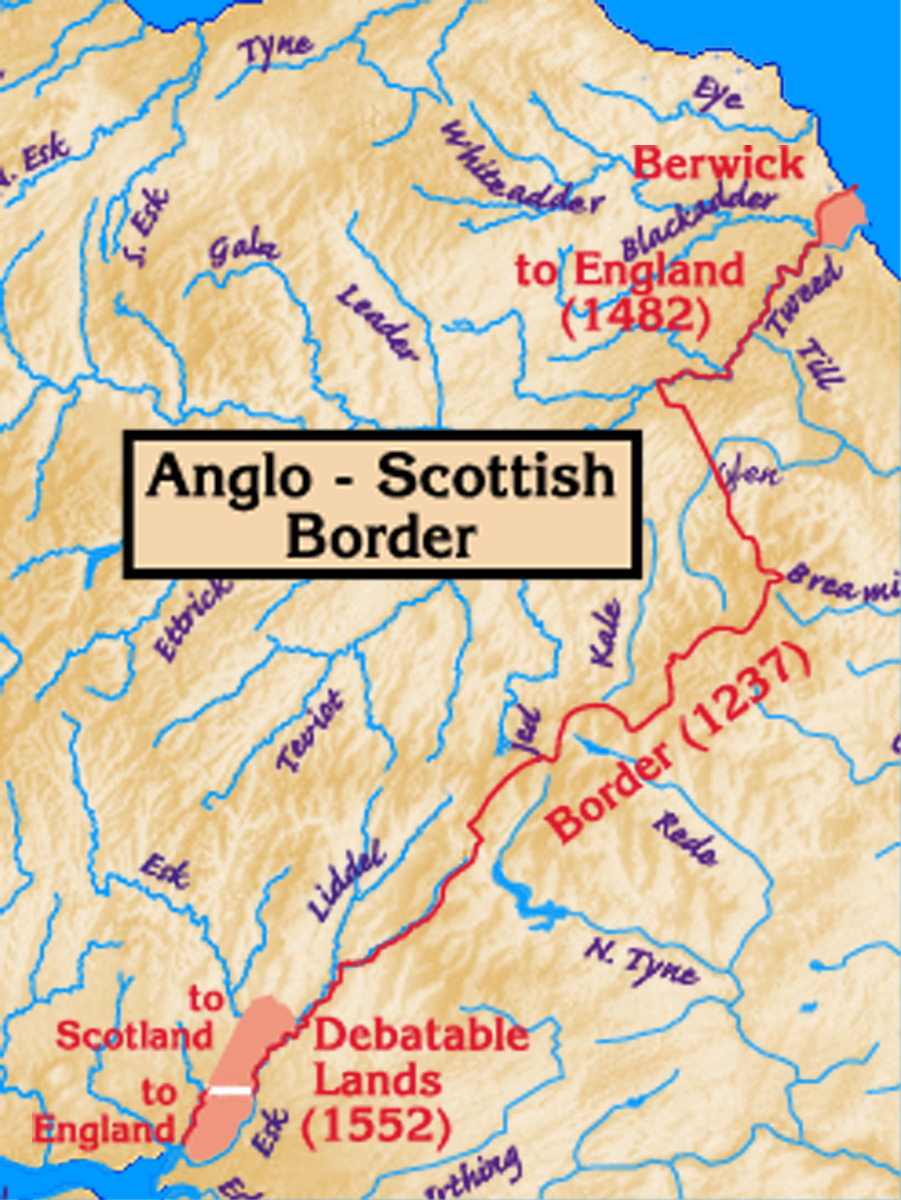
Англо-шотландське прикордоння

Англо-шотландське прикордоння, яке в історіографії відоме як The Borders, займало велику територію, на якій пізніше виникли графства Нортумберленд, Камберленд, Уэстморленд, Берікшир, Роксбургшир, Селкіркшир і Пібблсшир. У хроніках, створених в XI-XII століттях, ці землі іменувалися старою маркою (англ. Old March). Також до складу марок входили так звані «Спірні землі» (англ. Debatable Lands) — територія між Англією та Шотландією, належність якої була предметом суперечок, оскільки жодна зі сторін не могла документальне підтвердити свої права на неї. Протягом більш ніж 300 років вона фактично контролювалася місцевими родами та кланами на кшталт Армстронгів, що успішно чинили опір спробам центрального уряду поширити свою владу на ці землі.
Пізніше в Старій марці утворилися англійська і шотландська частини. Утворення Марок було закріплено в 1249 році договором між королями Генріхом III Англійськими і Олександром III Шотландським. Поступово внаслідок експансії англійських королів англійська частина розширилася коштом земель, що раніше визнавали сюзеренітет шотландського короля. Однак слід мати на увазі, що сама шотландська частина марки сформувалася на територіях, що раніше належали англосаксонському королівству Нортумбрія, а до неї — бритським племенам і виниклим на їх основі раннім бритським королівствам, зокрема — королівству Брінейх. В кінцевому підсумку, англійська Марка містила території Камберленду, Нортумберленда і частини Вестморленда, а шотландська — Бервікширу, Тевіотдейлу (Роксбургширу) і Лотіану.
Оскільки Марки охоплювали значні території, то для зручності управління ними їх розбили на 3 частини кожну — Західну, Середню і Східну. Для управління кожною маркою король призначав зберігача (піклувальника) (англ. Warden) — королівського намісника, який керував ввіреною йому територією, забезпечував захист від набігів і співпрацював з хранителями інших Марок. Першого Зберігача призначив король Англії Едуард I Довгоногий наприкінці XIII століття.
Представники багато прикордонних англійських родів і шотландських кланів мали володіння по обидва боки кордону і вели постійні війни між собою, здійснюючи набіги на землі супротивників. Відсутність чіткого кордону і постійні війни між Англією і Шотландією приводили до того, що тут лютували бандити та грабіжники, з якими намагалися боротися Хранителі Марок.
Після того як шотландський король Яків VI успадкував англійську корону (під ім'ям Якова I), Англія і Шотландія були об'єднані в особисту унію, на місці шотландських марок були утворені серединні графства (англ. The Middle Shires).